# Авдарма
Авдарма (на румънски: Avdarma) е село в автономния район Гагаузия в южна Молдова. Населението му е около 3560 души (2004).
Разположено е на 130 m надморска височина в Черноморската низина, на 9 km западно от границата с Украйна и на 15 km източно от град Комрат. Селото е основано през 1820 година от гагаузки преселници от Балканите. Според Константин Иречек, селото е основано от български колонисти в Бесарабия.